# 95954 Bayzoltán
A 95954 Bayzoltán (ideiglenes jelöléssel 2003 QQ29) a Naprendszer kisbolygóövében található aszteroida. Sárneczky Krisztián és Sipőcz Brigitta fedezték fel 2003. augusztus 23-án.
Nevét Bay Zoltán magyar fizikus után kapta.